# ليزا براون (محامية)
ليزا براون (بالإنجليزية: Lisa Brown)‏ هي محامية أمريكية، ولدت في 6 مارس 1960.